# Heterochaeta orientalis
Heterochaeta orientalis är en bönsyrseart som beskrevs av Gerstaecker 1883. Heterochaeta orientalis ingår i släktet Heterochaeta och familjen Mantidae. Inga underarter finns listade i Catalogue of Life.